# Geheimwissen
Geheimwissen ist spezielles Wissen, welches nur an ausgewählte Personen oder Personengruppen weitergegeben wird. Der Duden schreibt: Geheimwissen ist die Lehre von den geheimen..., nicht jedem erkennbaren Eigenschaften und Kräften der Natur." Geheimwissen ist Bestandteil der verschiedensten Religionen, Sekten und Religionsgemeinschaften oder auch Gruppierungen der Gesellschaft. Handelt es sich dabei um komplexe Deutungsmodelle oder dogmatische Systeme, wie Symboldeutungen, Kosmogonien, esoterischen Okkultismus, esoterische Weltanschauungen oder Verschwörungstheorien, spricht man auch von Geheimlehre oder Geheimwissenschaft.
Die umfangreichste Sammlung von „Geheimwissen“ ist wahrscheinlich das Corpus Hermeticum. Oft bedarf es zur Erlangung von Geheimwissen einer Initiation.

## Berufsgeheimnis
In Gesellschaften, die kein Urheberrecht kennen oder sanktionieren können, ist Geheimwissen eine wichtige Strategie zur Sicherung von Macht, Status oder schlicht des Überlebens. In der Medizin wurden beispielsweise Behandlungsmethoden und Arzneirezepte über Jahrhunderte von Vater zu Sohn oder Meister zu Schüler weitergegeben. Ähnlich verhielt es sich in vielen anderen Berufen und selbst die Kenntnis von Schrift war teilweise „Geheimwissen“.

## Religionsgeschichte

### Judentum
Wahrscheinlich das berühmteste „Geheimwissen“ ist die Aussprache des Gottesnamens „יהוה“ (JHWH) im Judentum. Die Nomina sacra wurden in allen Religionen mit größtem Respekt behandelt, weil man dem Namen auch eine gewisse Macht zuschreibt. Dahinter steht die Vorstellung, wer den Namen kennt, könne über die genannte Person verfügen.
JHWH war eigentlich nicht übersetzbar, weil es kein Name, kein Gedanke, keine Substanz oder Existenz ist. Dies weist auf die Unaussprechlichkeit, Unerklärlichkeit und Unergründlichkeit Gottes hin. JHWH wurde erstmals in Genesis 4,26 gebraucht, Mose beim brennenden Dornbusch in der Wüste offenbart (Exodus 3, 14) und kommt 6.823 in der hebräischen Bibel vor. Aus Scheu und Ehrfurcht vor JHWH, seiner Größe und Heiligkeit wurde JHWH von den Juden nach der babylonischen Gefangenschaft nicht mehr ausgesprochen, stattdessen wurden adonay (mein Herr) und heute ha-schem (der Name), ha-makom (der Ort) oder adoschem (Wortkombination von Herr und Name) gebraucht. Aus der kombination der Konsonanten und den später hinzugefügten Vokalen entstand das bekannte Jehova.
Die Septuaginta gibt diesen Gottesnamen in der Umschrift „Ιαβε“ wieder. Weil die richtige Aussprache aber nicht in Vergessenheit geraten durfte, war es dem Priester erlaubt, dreimal innerhalb sieben Jahren seinen Schülern den Namen auszusprechen.

### Mysterienkulte
Um Geheimwissen zu erlangen, fordern viele Religionen von ihren Anhängern Initiationsrituale und zusätzliche mystische Erfahrungen. Einige Mysterienkulte legen besonderen Wert auf Initiation (teils mehrfach, teils auch in regelmäßigen Abständen wiederholt) und bauen auf unterschiedlichen Weihegraden sogar ihre gesellschaftlichen Strukturen auf. Dabei wird meist zwischen unterschiedlichen Rängen von Adepten und Meistern oder Priestern unterschieden.
Die bekanntesten Mysterienkulte der antiken Welt sind die Mysterien von Eleusis, die samothrakischen Mysterien, der Dionysoskult, der Kult des Liber Pater in Rom und in Süditalien, der Mithraskult, der Kybele- und Attiskult, der Isis- und Osiriskult.
Heute wird oft auch untergegangenen Kulturen wie den keltischen Druiden, Hexen etc. Geheimwissen zugeschrieben.
In alt-christlicher Zeit entstand die Strömung der Gnosis und unterschiedliche Sekten wie Manichäer, Ebioniten und andere, die alle mehr oder weniger Geheimwissen beanspruchten. Oft waren diese Strömungen auch mit Hermetik, Alchemie und Astrologie verbunden, galten als „heterodox“ und wurden von den „orthodoxen Kirchen“ verfolgt.
Im Islam werden einige Gruppierungen der Schia (Ismailiten, Aleviten, Nusairier und Drusen), sowie die aus der Schia hervorgegangenen synkretistischen Religionen der Gnosis zugerechnet. Manchmal werden auch die Sufis (Anhänger der islamischen Mystik) zu den Gnostikern gerechnet. Ähnliches gilt für die Merkaba-Mystik, die Kabbala und den Chassidismus als Strömungen jüdischer Mystik.

## Esoterik und Pseudowissenschaft
Eine Inflation von „Geheimwissen“ setzte in der Neuzeit ein, weil verschiedene, meist gesellschaftskritische, Bewegungen für sich beanspruchen, Geheimwissen zu vermitteln. Es entstanden okkulte Orden, Logen und Zirkel, unter anderem hermetisch-kabbalistische Initiatenorden (Gold- und Rosenkreuzer), Theosophische Vereinigungen und Geheimbünde. Weitere Beispiele finden sich im Artikel Gnosis. Ein Anreiz für die Mitgliedschaft in solchen Bewegungen ist oft die Aussicht Geheimwissen zu erlangen, beziehungsweise schafft es den Adepten Genugtuung, Geheimwissen zu besitzen. Dies traf auch auf die Strikte Observanz zu, ein Hochgradsystem, das in der zweiten Hälfte des 18. Jahrhunderts zeitweise die deutsche Freimaurerei dominierte. Der Erfinder, Karl Gotthelf von Hund und Altengrotkau, gab vor, mit „Unbekannten Oberen“ des Ordens in Verbindung zu stehen und ein streng gehütetes Geheimnis zu bewahren, in das viele bei Einweihung in die höheren Grade eingeweiht zu werden hofften. Nach Hunds Tod 1776 zeigte sich, dass es keine „Unbekannten Oberen“ gab, und das System zerfiel.

## Kritik
Geheimwissen hat oft den Zweck, Eliten zu festigen und bestimmte Gruppierungen abzuschotten. Daher wird es oft als Machtmittel eingesetzt. Eine übermäßige Betonung der Unverfügbarkeit von Geheimwissen lässt oftmals auf Vortäuschung und Scharlatanerie schließen. Schon Augustinus beschäftigte sich mit den Geheimlehren der Manichäer. Er musste jedoch im Diskurs mit dem manichäischen Bischof Faustus feststellen, dass vieles an „Geheimwissen“ nur im Wunschdenken der Uneingeweihten vorhanden war.